# Lehrtherapie
Die Lehrtherapie ist das Pendant zur Lehranalyse und fester Bestandteil der österreichischen Psychotherapie-Ausbildung. Im Psychotherapiegesetz wird für den zweiten Teil, das Fachspezifikum, „Lehrtherapie, Lehranalyse, Einzel- oder Gruppenselbsterfahrung in der Dauer von zumindest 200 Stunden“ gefordert.
Die Lehrtherapie ist eine Art der Psychotherapie, bei der der künftige Therapeut selbst Patient ist. Die Lehrtherapie unterscheidet sich in einigen Punkten von einer Heilbehandlung, sollte aber im besten Fall dennoch die Studierenden der Psychotherapie dazu befähigen, sich in Hilfe suchende Menschen hineindenken zu können und sie besser zu verstehen. Die wichtigen Unterschiede zwischen Psychotherapie und Lehrtherapie sind:
- Bei der Lehrtherapie liegen im Regelfall keine krankheitswertigen Störungen vor.
- Das vorrangige Ziel der Lehrtherapie ist Selbsterfahrung, während Psychotherapie die Bearbeitung von Leidensdruck darstellt.
- Die Lehrtherapie muss komplett vom Analysanden selbst finanziert'l werden. Kassenzuschüsse oder völlige Kostenübernahme sind ausgeschlossen.
- Der Lehrtherapeut unterbricht den Prozess immer wieder, um die gerade stattfindende Intervention zu erläutern.

Der wesentliche Unterschied zwischen einer Lehranalyse und einer Lehrtherapie ist, dass der Studierende in der analytischen Arbeit auf dem Sofa liegt, bei der Lehrtherapie hingegen dem Lehrtherapeuten gegenübersitzt und Blickkontakt besteht.
Vor dem Inkrafttreten des Gesetzes im Jahr 1991  bestanden höchst unterschiedliche Regelungen für die verschiedenen Therapieformen: Für die Psychoanalyse verlangten die Ausbildungsvereine oft jahrelange (und auch unbegrenzte) Lehranalysen mit vielen tausend Stunden, die Ausbildungsrichtlinien der Verhaltenstherapie hingegen kannten keine Form der Selbsterfahrung. Durch die gesetzliche Regelung verringern sich nunmehr die überlangen Lehranalysen, während andere Therapieschulen Konzepte der Selbsterfahrung und Lehrtherapie entwickeln und in die Ausbildungspläne integrieren mussten.